# Tarumanagara

Tarumanagara

Tarumanagara, också kallad Taruma, var ett hindu-buddhistiskt kungarike på nordvästra Java från 358 till 669. Det är den första historiskt bekräftade statsbildning man har funnit arkeologiska inskriptioner från på ön Java. 
Riket grundades år 358 av den indiske fursten Rajadirajaguru Jayasingawarman (d. 382), som flytt från Salankayana i Indien sedan Samudragupta invaderats av Guptariket. Enligt legenden gifte han sig med en prinsessa från det historiskt obekräftade javanesiska kungariket Salakanagara (130-362). Tarumanagara invaderades av Srivijayariket år 669 och upplöstes då i Sundariket och Galuhriket, som tidvis var förenade i personalunion.     